# The Great Awake
The Great Awake is het tweede studioalbum van de Canadese punkband The Flatliners. Het werd uitgegeven op 4 september 2007 door Fat Wreck Chords in de Verenigde Staten en door Union Label Group in Canada. Het album werd uitgegeven in cd- en vinylformaat. Op 15 september 2017 werd het album heruitgegeven via Fat Wreck Chords op gekleurd vinyl. Met deze versie van het album komt ook een single op gekleurd 7-inch vinyl getiteld "The Great Awake Demos", dat demo's bevat van nummers op het studioalbum.

## Nummers
1. "July! August! Reno!" - 3:04
2. "Eulogy" - 3:19
3. "...And the World Files for Chapter 11" - 3:20
4. "This Respirator" - 1:58
5. "Meanwhile, In Hell..." - 2:07
6. "Mother Teresa Chokeslams the World" - 2:22
7. "This is Giving Up" - 2:27
8. "Mastering the World's Smallest Violin" - 3:15
9. "You Guys Want One of These?" - 2:07
10. "These Words are Bullets" - 3:14
11. "Hal Johnson Smokes Cigarettes" - 4:00
12. "KHTDR" - 7:10

### The Great Awake Demos
1. "This is Giving Up (Demo)"
2. "Meanwhile, in Hell... (Demo)"
3. "You Guys Want One of These? (Demo)"

## Band
- Chris Cresswell - zang, gitaar
- Scott Brigham - gitaar
- Jon Darbey - basgitaar
- Paul Ramirez - drums